# إي تي في بوردر
إي تي في بوردر (بالإنجليزية: ITV Border) قناة جهوية إنجليزية تابعة لمجموعة آي تي في.